# Iniciativa legislativa popular
La iniciativa legislativa popular   o iniciativa popular, también conocida como iniciativa ciudadana, es un mecanismo de democracia directa. Se trata de la posibilidad, amparada en una constitución, por la que las personas pueden presentar iniciativas de ley sin ser representantes populares en sus respectivos congresos. Dichas iniciativas de ley deberán estar avaladas por una cantidad de firmas, para que se puedan tomar en cuenta por su respectiva cámara legislativa, y pueden tratar tanto asuntos públicos como una reforma de un estatuto, de una ley o incluso una enmienda constitucional.
La iniciativa puede ser directa o indirecta. Si es directa, la presentación de la iniciativa desemboca en un referéndum para aprobarla o rechazarla. En el caso de las iniciativas indirectas, la petición es tomada en consideración por el legislativo, quien decide si se convoca o no el correspondiente referendo.
En algunos países, la iniciativa popular tiene una regulación específica que establece algunas especialidades en su tramitación como puede ser la aceptación de la firma electrónica, aceptada en la Iniciativa legislativa popular en España desde 2006.

## Regulación por países
Colombia
Desde 1998, la iniciativa popular se encuentra regulada en los dieciséis estados a nivel estadual y en quince de ellos a nivel comunal.  El procedimiento de iniciativa popular es denominado “referéndum” y consiste en la presentación de proyectos por parte de los ciudadanos que luego se someten a votación.

#### Baviera
En Baviera el derecho de iniciativa popular se encuentra regulado a nivel comunal, distrital y estadual.  Los procedimientos y leyes a nivel comunal y distrital son idénticos.  Según la Ley Comunal de Baviera (art. 18.a), los ciudadanos deben presentar las peticiones ante el concejo, órgano que decide sobre la admisibilidad de la petición.  Los promotores de la petición pueden presentar una demanda contra dicha decisión sin previo trámite.  

Se establecen diferentes porcentajes de firmas necesarias según la cantidad de habitantes de la comuna, como por ejemplo, hasta 10 000 habitantes se requiere el 10%, hasta 100 000 habitantes el 6% y más de 500 000 habitantes requiere el 3% de las firmas de los ciudadanos.

A nivel estadual, en cambio, se requiere el 10% de las firmas de los ciudadanos para someter un proyecto de ley a votación (art. 74 Constitución de Baviera).  Junto con el proyecto, el primer ministro (gobernador) envía al parlamento sus comentarios a la propuesta en nombre del gobierno.  Si el parlamento desaprueba el proyecto presentado, puede someter su propio proyecto a la decisión del pueblo mediante votación.  Las iniciativas ciudadanas válidas y admitidas deben ser tratadas por el parlamento durante tres meses y deben someterse a votación del pueblo dentro de los tres meses posteriores a la aprobación por el parlamento.

Las materias vedadas son aquellas que incumben al intendente, la organización interna de la administración comunal, las relaciones legales de los miembros del consejo, el intendente y los empleados de la comuna y ley de presupuesto.  El referéndum debe realizarse dentro de los tres meses de aprobada la legitimidad de la petición, y los costos corren por cuenta de la comuna

### Argentina
El mecanismo de iniciativa popular se introdujo en la reforma constitucional de 1994, en el artículo 39 de su respectiva Constitución, teniendo como ley reglamentaria la 24.747.

Los requisitos que debe contener una iniciativa popular son: petición articulada en forma de ley, exposición de motivos fundada, nombre y domicilio de los promotores, descripción de los gastos y origen de los recursos utilizados y pliegos con firmas recolectadas.

El texto del proyecto se presenta ante el Defensor del Pueblo, el cual verifica su contenido, previa recolección de firmas. Las planillas de recolección de firmas deben contener el proyecto, identificar el nombre, apellido, número y tipo de documento y domicilio que figure el padrón electoral, de los firmantes. Deberá reunirse al menos el 1.5% de firmas de los ciudadanos inscritos en el padrón electoral utilizado para la última elección de diputados nacionales y deberá representar por lo menos 6 distritos electorales. Cuando la materia de la iniciativa sea de alcance regional el requisito del porcentual se cumplirá considerando únicamente el padrón electoral del total de las provincias que componen dicha región, sin tener en cuenta la cantidad de distritos previstos anteriormente, siendo aproximadamente 380 mil firmas. Concluida la recolección de firmas, se presentan ante la Justicia Nacional Electoral quien verifica la autenticidad en un muestreo no inferior del 0.5%, si se constata que el 5% de las firmas son falsas, se desestima el proyecto. Una vez concluida la revisión, se presenta ante la Cámara de Diputados. 

Los promotores de la iniciativa tendrán derecho a participar en las reuniones de la comisión que dictamine la iniciativa, con derecho a voz pero sin voto.

No podrán ser referidos sobre: ley 24 747
- Proyectos referidos a reforma constitucional.
- Tratados internacionales.
- Tributos.
- Presupuesto.
- Proyectos sobre materia penal.

#### Buenos Aires
La Constitución de la Ciudad de Buenos Aires también reconoce el derecho de Iniciativa Popular, llevándose a cabo el trámite ante la Dirección General de Participación Ciudadana quien proporciona las planillas para la recolección de firmas y quien establece el plazo de 12 meses para recolectar por lo menos, 37 mil firmas.

### Colombia
El Estado de Colombia reconoce la iniciativa popular en los artículos 154, 155 y 159; el requisito previsto es que deberán estar avaladas por el 5% de los ciudadanos inscritos en el censo electoral, con las facultades de designar a un vocero

### Ecuador
El artículo 61.3 de la Constitución de la República de Ecuador, reconoce como derecho de las ecuatorianas y ecuatorianos, el presentar proyectos de iniciativa popular normativa.

Así también, el artículo 103 de la citada Constitución establece como requisito para la presentación de las iniciativas populares, el que se encuenten respaldadas por el 0.25% de las personas inscritas en el Registro Electoral, tratándose de propuestas para reformar la Constitución el 1%; inclusive, quienes propongan las iniciativas populares, podrán designar a representantes para que participen en los debates.

### España
En este país la iniciativa popular está regulada a nivel nacional y provincial.  La Constitución española prevé la iniciativa popular en su artículo 87.3 y siguientes y en la ley reglamentaria (Ley Orgánica 3/1984, de 26 de marzo, reguladora de la iniciativa legislativa popular).  Se requieren 500 000 firmas acreditadas de ciudadanos. 
El proceso se inicia mediante la presentación de la documentación en la Mesa del Congreso de los Diputados.  La misma examina la documentación remitida y se pronuncia en el plazo de 15 días sobre su admisibilidad.  La comisión promotora puede entablar recurso de amparo contra la no admisibilidad ante el Tribunal Constitucional.  Se establece que el plazo para la junta de firmas tenga una duración de 9 meses.  Dicho plazo puede ser prorrogado por causa mayor.  Por último, el Estado compensa a los promotores los gastos realizados en la difusión y recolección de firmas, siempre que se alcance el número de firmas requerido y se inicie la tramitación parlamentaria. 

Desde la modificación de la ley en el 2006, se permiten las firmas electrónicas, a través del DNIe, mediante un lector de tarjetas inteligentes.
En el artículo 87.3 de la Constitución Española se establecen algunas prohibiciones sujetas a iniciativa popular:
- No pueden reformar ley tributaria alguna, lo que excluye la Ley General Tributaria, la Ley Reguladora de las Haciendas Locales, la Ley sobre el IRPF, la Ley del IVA. Los Estatutos de autonomía recogen las condiciones exigidas para ello. Los posibles plebiscitos para su aprobación habrán de ser autorizados por el Gobierno Central.

A nivel autonómico, el número mínimo de firmas requerido es el siguiente:
- Andalucía: 40 000
- Aragón: 15 000
- Asturias: 10 000
- Baleares: 10 000
- Canarias: 15 000
- Cantabria: 10 000
- Castilla-La Mancha: 20 000
- Castilla y León: 25 000
- Cataluña: 50 000 (La Ley 1/2006, de 16 de febrero, de la iniciativa legislativa popular regula la institución de la iniciativa legislativa popular en Cataluña, entendida como una pieza clave en el funcionamiento del sistema democrático, esta ley está dictada en el marco establecido por la Ley Orgánica 3/1984, de 26 de marzo, reguladora de la Iniciativa Legislativa Popular. Algunas ILP importantes de Cataluña han sido la de la Plataforma Prou! para abolir las corridas de toros en Cataluña, tramitada y aprobada, y la impulsada por Som lo que sembrem [5] para prohibir los cultivos transgénicos e investigar sus efectos, rechazada por la mesa del parlamento.
- Comunidad Valenciana: 50 000
- Extremadura: 45 000
- Galicia: 10 000
- La Rioja: 6 000
- Madrid: 50 000
- Murcia: 10 000
- Navarra: 7000
- País Vasco: 30 000

### Estados Unidos
País con amplia experiencia en iniciativas populares. Mediante este proceso los ciudadanos pueden proponer leyes y reformas constitucionales recolectando un número determinado de firmas de la población.  Alrededor del 70 por ciento de la población vive en un estado o ciudad que dispone de la iniciativa popular, lo que implica que la existencia del mecanismo es la regla en los EE. UU.

#### California
Para que un proyecto de ley sea presentado en la siguiente votación general se requerirá que los promotores recopilen el 5% de los votos de la última elección para gobernador.  Asimismo, para las reformas de la constitución se exige un 8% de los votos de la última elección para gobernador. Todas las firmas deberán juntarse en un período de 150 días.  Los promotores generalmente ofrecen una paga a los recolectores de firmas.  Contrariamente a las creencias convencionales, el pago a los distribuidores no es una modalidad moderna.  En Oregón, por ejemplo, esta modalidad ha sido utilizada desde 1910.

En California, en el año 2003 se han votado 288 iniciativas, de las cuales el 34 % ha sido aprobado.  El 50% de las iniciativas aprobadas se relaciona con materias de gasto público o tributo.

#### Massachusetts
La Constitución de este estado prevé en sus arts. XLVIII y ss. y en la ley reglamentaria, Parte I, Tít. VIII, que para presentar un proyecto de ley se requiere el 3% de los votos de los electores de la última elección para gobernador.  El proyecto deberá estar firmado por 10 electores del Estado para poder presentarse ante el procurador general, quien determinará la admisibilidad de la propuesta, siempre que cumpla con ciertos requisitos de forma.

Si el proyecto es presentado ante la Asamblea Legislativa con un número de firmas no inferior a 20 000 electores, ambas Cámaras deberán votar por sí antes de finalizada la sesión anual respetando la forma en que fue presentada la petición.  Casos de implementación: 12 iniciativas indirectas sancionadas y 8 rechazadas.

#### Ohio
En la Constitución de Ohio (art. II) y en su ley reglamentaria (Cap. 3.519) se establece que para presentar un proyecto de ley, el texto completo del mismo sea acompañado por el 3% de las firmas verificadas de los electores, con 10 días de antelación al inicio de las sesiones de la Asamblea Legislativa.  Asimismo, para admitir un proyecto de iniciativa popular se deberá presentar una petición por escrito firmada por 100 electores registrados ante el procurador general para su examen.  Si el proyecto es sancionado por la Asamblea, ya sea en su forma original o modificado, se lo someterá a referéndum.
A nivel municipal, el poder de legislar sobre la iniciativa y referéndum se reserva para el pueblo de cada municipalidad, en todas las materias en que las municipalidades estén autorizadas por el imperio de la ley.

#### Washington
En este estado, la iniciativa popular está consagrada en el art. II de la Constitución y en el art. 29.79.010 de la ley reglamentaria.  Para presentar un proyecto de ley, se requieren las firmas del 8 % de los votos emitidos en la última elección para gobernador.  Asimismo, cada petición deberá incluir el texto completo del proyecto de iniciativa, que será presentado dentro de los 10 meses previos al inicio de la siguiente sesión ordinaria de la Legislatura.  Por otra parte, las firmas deberán ser presentadas ante la Secretaría de Estado antes de los 10 días del inicio de las sesiones ordinarias.  Comprobadas las firmas, las iniciativas certificadas podrán ser sancionadas o rechazadas por la Legislatura con anterioridad a la finalización de las sesiones ordinarias.  Si las iniciativas se sancionan, serán sometidas a un referéndum.  También podrán sancionarse y luego someterse a la votación de la población para su aprobación o rechazo en las próximas elecciones generales.  Por otro lado, si son rechazadas por la Legislatura o si ésta no las trata en término, el Secretario de Estado las someterá al voto del pueblo.

### México
En el artículo 71 fracción IV de la Constitución se contempla la posibilidad de que los ciudadanos en un número equivalente al 0.13% de la lista nominal de electores, puedan iniciar leyes.
Corresponde al Congreso de la Unión, de conformidad a las atribuciones previstas en el artículo 73, fracción XXIX-Q, legislar sobre iniciativa ciudadana. Pero hasta ahora no lo ha hecho y, por lo tanto, no está reglamentada ni se han presentado iniciativas de ley.

El sistema federal mexicano, reconoce la iniciativa popular en los Estados de Aguascalientes, Colima, Durango, Michoacán, Puebla, Veracruz, Baja California, Chihuahua, Guanajuato, Morelos, Tabasco, Yucatán, Coahuila, Distrito Federal, Guerrero, Nayarit, Tamaulipas y Zacatecas.
El número de firmas que deben avalar las iniciativas populares, en dichas entidades federativas, son los siguientes:

| Entidad                             | Ciudadanos inscritos en el Padrón Electoral    |
| ----------------------------------- | ---------------------------------------------- |
| Aguascalientes                      | 1%                                             |
| Baja California                     | 500 ciudadanos                                 |
| Chiapas                             | 1.5%                                           |
| Distrito Federal (Ciudad de México) | 0.4%                                           |
| Durango, Guanajuato                 | 3%                                             |
| Guerrero                            | 0.2%                                           |
| Jalisco                             | 0.5%                                           |
| Morelos                             | 3%                                             |
| Quintana Roo                        | 2.5%                                           |
| Sonora                              | 1%                                             |
| Tabasco                             | 10%                                            |
| Tamaulipas                          | 1%                                             |
| Veracruz                            | 0.2%                                           |
| Yucatán                             | Entre el 0.3% al 2% dependiendo el caso        |
| Zacatecas                           | Entre 100 a 500 ciudadanos dependiendo el caso |

#### Distrito Federal
El Distrito Federal o Ciudad de México, reconoce el derecho de iniciativa popular en el artículo 46 fracción IV del Estatuto de Gobierno del Distrito Federal, así como en los numerales 39, 40 y 41 de la Ley de Participación Ciudadana del Distrito Federal, el cual consiste en recolectar el 0.4% de las firmas de las personas inscritas en el padrón electoral de la jurisdicción, equivalente a por lo menos 30 mil firmas.

No podrán ser objeto de iniciativa popular las siguientes materias: Tributaria, fiscal o de egresos del Distrito Federal; Régimen interno de la Administración Pública del Distrito Federal; Regulación interna de la Asamblea Legislativa y de su Contaduría Mayor de Hacienda; Regulación interna de los órganos encargados de la función judicial del Distrito Federal, y Las demás que determinen las leyes.
Para que una iniciativa popular pueda ser admitida para su estudio, dictamen y votación por la Asamblea Legislativa se requiere:
La Iniciativa popular deberá presentarse ante la Asamblea Legislativa, con la presentación de los nombres, firmas y claves de las credenciales de elector de un mínimo del 0.4% de los ciudadanos inscritos en la lista nominal de electores; en su caso, por el 10% de los Comités Ciudadanos, con las constancias de mayoría correspondientes o por ocho Consejos Ciudadanos Delegacionales, debiéndose nombrar a un comité promotor integrado por cinco personas que funjan como representantes comunes de la iniciativa. Deberá presentarse con una exposición de motivos que señale las razones y fundamentos de la iniciativa, así como un articulado que cumpla con los principios básicos de técnica jurídica. Estos requisitos serán verificados por la Comisión Especial que se nombre de acuerdo al artículo siguiente. 

Una vez presentada la iniciativa popular ante la Mesa Directiva de la Asamblea Legislativa o en sus recesos ante la Comisión de Gobierno, se hará del conocimiento del Pleno o en su defecto de la Diputación Permanente y se turnará a una Comisión Especial, integrada por los Diputados de las Comisiones competentes en la materia de la propuesta. La Comisión Especial verificará el cumplimiento de los requisitos a que se refiere el artículo 41, en caso de que no se cumplan desechará la iniciativa presentada. Dicha Comisión deberá decidir sobre la admisión o rechazo de la iniciativa dentro de los 15 días hábiles siguientes a la fecha de su presentación. La Asamblea Legislativa deberá informar por escrito al comité promotor de la iniciativa popular sobre el dictamen de la misma, señalando las causas y fundamentos jurídicos en los que se basa la decisión. Esta decisión se publicará en la Gaceta Oficial del Distrito Federal y en al menos uno de los diarios de mayor circulación de la Ciudad. Una vez declarada la admisión de la iniciativa popular se someterá al proceso legislativo que señala la Ley Orgánica de la Asamblea Legislativa, debiendo ser analizada, dictaminada y votada, de manera preferente al resto de las iniciativas, en el mismo período de sesiones en el que fue presentada.

### Hungría
La Constitución de Hungría en sus arts. 28 y ss. requiere un número mínimo de 50 000 ciudadanos electores para presentar una propuesta en la Asamblea Nacional.  Dicha propuesta debe estar formulada de manera explícita para ser discutida en el recinto.  La iniciativa popular nacional puede tener por objeto obligar a la Asamblea Nacional a incluir en el orden del día un asunto que está dentro de su competencia.  Se destaca el hecho de que para la recolección de firmas la Constitución establece un plazo de dos meses.  El plazo de tratamiento, según su ley reglamentaria (Ley N.º III 1998 sobre referéndum Nacional e Iniciativa Popular), es de 3 meses a partir de que el presidente de la Asamblea Nacional recibe el informe de admisibilidad del Comité Nacional Electoral.

### Lituania
La constitución lituana prevé la iniciativa popular en su artículo 68.  Se requieren 50 000 firmas acreditadas de los ciudadanos (equivalente al 1,47%).  Los promotores deben explicitar los objetivos y metas del proyecto.  Las iniciativas legislativas se inscriben en la Secretaría del Congreso indicando nómina de promotores.  El Departamento Legal del Congreso provee las conclusiones sobre el proyecto de ley, mencionando si el proyecto cumple con la legislación vigente y las reglas técnicas de elaboración de leyes.  Para la presentación del proyecto en el Congreso; se requiere: a) el estudio del proyecto en la Comisión Principal, b) el estudio del proyecto en el Congreso y c) la adopción del proyecto por parte del Congreso.  Asimismo, durante el tratamiento, la Comisión Principal presenta su informe y se realiza un debate general sobre las disposiciones básicas del proyecto, junto con los informes de otras comisiones y las modificaciones propuestas por los ciudadanos con derecho a iniciativa legislativa.  Luego del debate, el Congreso vota, previa confirmación de la Comisión Principal, si aprueba el proyecto y sus modificaciones adoptadas durante la sesión.

### Unión Europea
El Tratado de Lisboa introdujo una nueva forma de participación pública en la elaboración de políticas de la Unión Europea: la Iniciativa Ciudadana Europea. La Iniciativa permite que un millón de ciudadanos de por lo menos la cuarta parte de los Estados miembros de la UE se dirijan a la Comisión Europea para que presente propuestas de actos legislativos en ámbitos de su competencia. Los organizadores de una iniciativa ciudadana, un comité de ciudadanos compuesto como mínimo por siete ciudadanos de la UE que residan en siete Estados miembros diferentes, tienen un año para recoger el apoyo necesario. El número de declaraciones de apoyo debe ser certificado por las autoridades competentes de los Estados miembros. A partir de ese momento, la Comisión dispondrá de tres meses para examinar la iniciativa y tomar una decisión sobre cómo actuar.

### Venezuela
La República Bolivariana de Venezuela establece en el artículo 204.7 que los electores y electoras en un número no menor del 0.1% de los inscritos en el Registro Civil y Electoral, podrán presentar iniciativas de leyes.